# Saint-Hilaire-la-Palud
Saint-Hilaire-la-Palud là một xã thuộc tỉnh Deux-Sèvres trong vùng Nouvelle-Aquitaine phía tây nước Pháp. Xã này nằm ở khu vực có độ cao trung bình 10 mét trên mực nước biển.